# Big Joe Williams
Big Joe Williams (Crawford, 1903. október 16. – Macon, 1982. december 17.), amerikai delta blues gitáros, énekes, dalszerző.

## Pályafutása
Fiatal éveiben Big Joe Williams folyamatosan New Orleans és Chicago között utazott, hogy ahol csak lehetett, bluest játszott.
Az 1930-as években egy ideig börtönben ült.
1935-ben készítette első felvételeit saját neve alatt, köztük talán legismertebb dala a Baby, Please Don't Go volt. 1937-ben Sonny Boy Williamson I-gyel dolgozott.
Számos 78 fordulatszámú lemez után 1958-ban jelent meg első albuma, a Piney Woods Blues. 1962-ben a Blues on Highway 49 című albuma megkapta a "Grand Prix du Disque de Jazz" a "Hot Club of France"-tól. Ennek köszönhetően Williams Európában is fellépett az American Folk Blues Fesztiválon.
Big Joe Williams és Charlie Musselwhite indította el az 1960-as évek blues reneszánszot Chicagóban. Williams Bob Dylannel is vett fel lemezt 1960-ban. 1982-ben halt meg a Mississippi állambeli Maconban.

## Stúdióalbumok
- Piney Woods Blues (1958)
- Tough Times (1960)
- Blues on Highway 49 (1961)
- Nine String Guitar Blues (1961, later re-released as Walking Blues)
- Mississippi's Big Joe Williams and His Nine-String Guitar (1962)[7]
- Blues for Nine Strings (1963)
- Back to the Country (1964)
- Ramblin' and Wanderin' Blues (1964)
- Classic Delta Blues (1964)
- Studio Blues (1966)
- Big Joe Williams (1966)
- Thinking of What They Did to Me (1969)
- Hand Me Down My Old Walking Stick (1969)
- Big Joe Williams (1972)
- Blues from the Mississippi Delta (1972)
- Don't Your Plums Look Mellow Hanging on Your Tree (1974)

## Díjak
- 1962: Blues on Highway 49 című albuma megkapta a „Grand Prix du Disque de Jazz” a „Hot Club of France”-tól
- 1992: Blues Hall of Fame